# 나쁜놈은 죽는다
"나쁜놈은 죽는다"(중국어 간체자: 坏蛋必须死, 정체자: 壞蛋必須死, 병음: Huài dàn bì xū sǐ 화이단비쉬쓰[*], 한자음: 괴단필수사, 영어: Bad Guys Always Die)는 2015년에 개봉한 대한민국 & 중국의 합작 영화이다.

## 캐스팅
- 손예진 : 지연 역
- 진백림 : 창주 역
- 신현준 : 킬러 역
- 박철민 : 신부 역
- 장광 : 경찰 역
- 차오전위
- 양욱문
- 정문박
- 김윤희 : 순희 역
- 위하준 : 차명호 역